# Districtul Aïn Deheb
Aïn Deheb este un district din provincia Tiaret, Algeria.